# التعليم في عصر التنوير

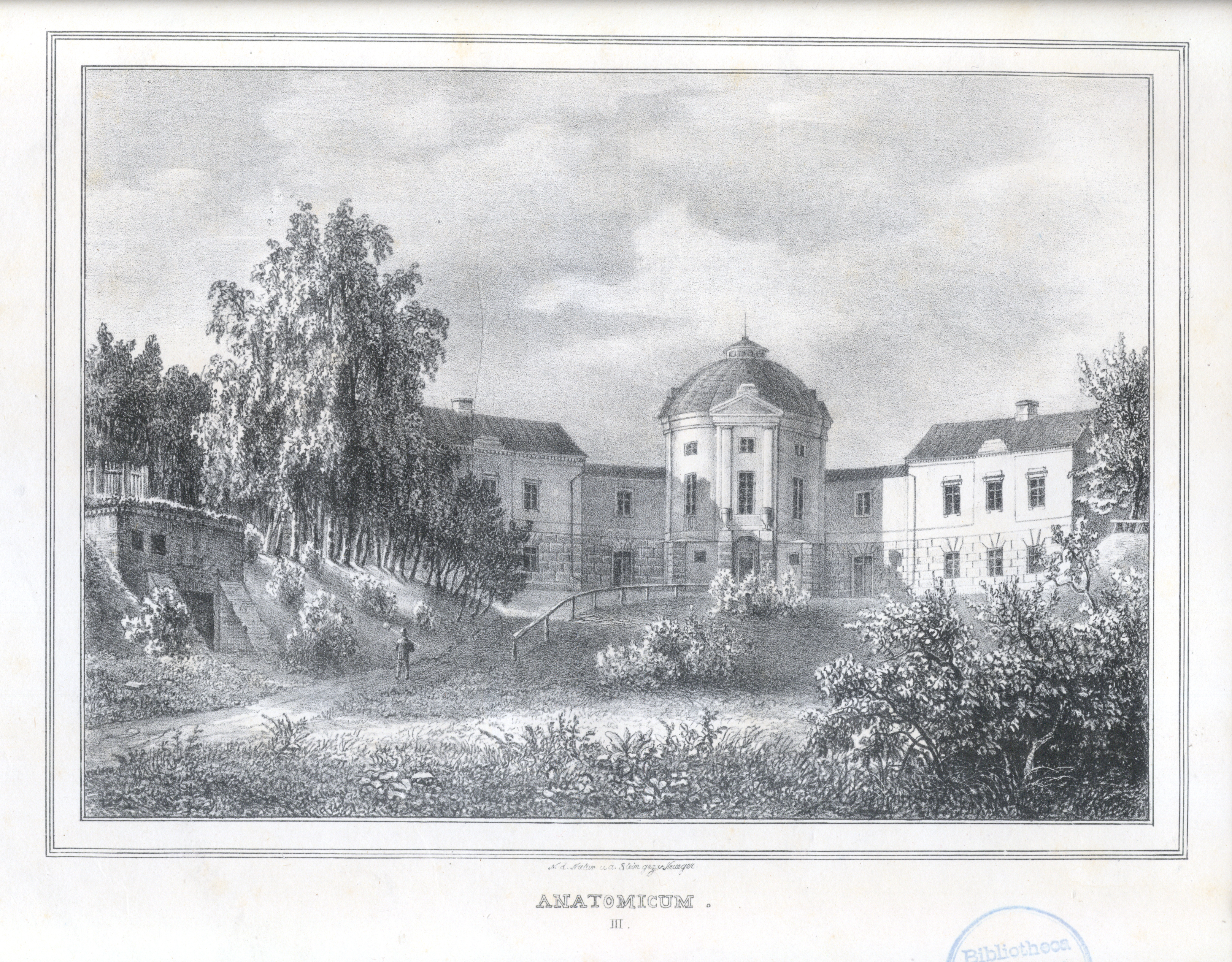

لقد لعب نظام التعليم دورًا مهمًا للغاية في نقل أفكار ومُثل عصر التنوير. وقد كان نظام التعليم في أوروبا خاضعًا للتطوير بصفة مستمرة، وقد استمرت تلك العملية خلال فترة عصر التنوير والثورة الفرنسية. وخلال فترة عصر التنوير والثورة الفرنسية، أخذ تطوير نظام التعليم في التنامي. وقد أدى التطوير الحادث في نظام التعليم إلى ظهور عدد كبير من العامة ممن لديهم القدرة على القراءة، بالإضافة إلى انفجار ثقافة الطباعة، والتي ساعدت على توفير احتياجات الطلب المتزايد من القراء بين مجموعة واسعة من الطبقات الاجتماعية.

## تاريخ التعليم
قبل عصر التنوير، لم يكن النظام التعليمي قد تأثر بشكل كبير بالثورة العلمية. ونظرًا لكسر الثورة العلمية لحدود وجهات النظر التقليدية في ذلك الحين، فإن الدين والخرافات قد حل محلهما التفكير المنطقي والحقائق العلمية. وقد اقترح بعض الفلاسفة، أمثال جون لوك فكرة أن المعرفة يتم الحصول عليها من خلال الإحساس والتفكير.
 وقد أدى هذا الاقتراح إلى نظرية لوك التي تقضي بأن كل شخص له نفس القدرات الحسية، ويجب ألا يتم قصر التعليم على طبقة أو جنس معين.
وقبل القرنين السابع عشر والثامن عشر، كانت معرفة القراءة والكتابة تقتصر فقط على الذكور الذين ينتمون إلى طبقات النبلاء والتجار والطبقات المهنية.

## تطور نظام التعليم
كان ينظر إلى التعليم العام في وقت من الأوقات على أنه ميزة لا يستحقها إلا الطبقات العليا. ومع ذلك، خلال القرنين السابع عشر والثامن عشر، تم توفير التعليم لكل الطبقات. وقد تزايدت نسبة من لديهم القدرة على القراءة والكتابة في أوروبا بين القرنين السابع عشر والثامن عشر بشكل كبير. وكان تعريف مصطلح معرفة القراءة والكتابة المستخدم في القرنين السابع عشر والثامن عشر مختلفًا عن التعريف الذي نستخدمه لنفس المصطلح حاليًا. ويقيس المؤرخون معدل التعليم خلال القرنين السابع عشر والثامن عشر حسب قدرة الأشخاص على التوقيع بكتابة أسمائهم. ومع ذلك، لم تكن تلك الطريقة تعكس قدرة الأشخاص على القراءة، وقد أثر ذلك على معدلات معرفة النساء للقراءة والكتابة، في الأساس بسبب أن معظم النساء في هذه الفترة لم تكن لديهن القدرة على الكتابة، لكن كان بإمكانهن القراءة إلى حد ما.
وبشكل عام، تقريبًا تضاعف معدل معرفة القراءة والكتابة خلال القرن الثامن عشر مقارنة بالقرن السابع عشر.
وقد تزايد معدل معرفة القراءة والكتابة بشكل أكبر في المناطق المأهولة بالسكان وفي المناطق التي كانت تحتوي على خليط من المدارس الدينية. وكان معدل معرفة القراءة والكتابة في إنجلترا في الأربعينيات من القرن السابع عشر 30 في المائة للذكور، وقد ارتفع هذا المعدل إلى 60 في المائة في أواسط القرن الثامن عشر. وفي فرنسا، كان معدل معرفة القراءة والكتابة بين عامي 1686 و1690 حوالي 29 في المائة للذكور و14 في المائة للإناث، ثم زاد إلى 48 في المائة للذكور و27 في المائة للإناث.
وفي الأغلب كانت الزيادة في معدل معرفة القراءة والكتابة ترجع إلى التأثير الديني، حيث إن معظم المدارس والكليات كان يتم تنظيمها من خلال رجال الدين والإرساليات التبشيرية، أو غير ذلك من المنظمات الدينية. والسبب الذي شجع الدين على المساعدة في زيادة معدلات معرفة القراءة والكتابة بين العامة تركز في أن تعلم القراءة والكتابة كان المفتاح الذي يمكن من خلاله فهم كلام الرب.
وفي القرن الثامن عشر، كانت الدولة تعطي نظام التعليم المزيد من الاهتمام نظرًا لأن الدولة أدركت أن التابعين للدولة يكونون أكثر فائدة للدولة عندما يتم تعليمهم. وقد ساعد الصراع الذي نشأ بين الكنيسة وبين التاج الملكي على توسيع نظام التعليم. ففي أعين الكنيسة والدولة، كانت الجامعات والكليات عبارة عن مؤسسات تهدف إلى السيطرة على الآخرين. وقد تمثل الجانب السلبي في هذا الصراع في أنه تم فرض قيود على حرية تعليم الأتباع في هذه المؤسسات. فكانت المؤسسة التعليمية إما داعمة للملكية أو للدين، وليس الاثنين معًا.
كذلك، بسبب التغييرات التي طرأت على معايير الوظائف ذات الدخل الكبير، ساعد ذلك على زيادة عدد الطلاب الذين يلتحقون بالجامعات والكليات. فقد أصبحت معايير التوظيف في تلك الفترة أكثر صرامة، وكان يتوجب الحصول على شهادات ودرجات دكتوراه للمحامين والأطباء لإثبات امتلاكهم المعرفة الجيدة بمجال العمل.

## ثقافة الطباعة
نجم الانفجار الذي حدث في ثقافة الطباعة في القرن الثامن عشر نتيجة زيادة مستويات القراءة والكتابة، كما أن هذا الانفجار كان سببًا لتلك الزيادة في نفس الوقت. وقد زاد عدد الكتب التي تم نشرها في فترة عصر التنوير بشكل كبير بسبب الزيادة في معدل القراءة والكتابة وبسبب الزيادة في الطلب على الكتب. كما حدث تغير في الاهتمامات بفئات الكتب، ففي القرن السابع عشر، كانت الكتب الدينية تمثل حوالي نصف الكتب التي تم نشرها في باريس. ومع ذلك، على مدار القرن بأكمله، انخفضت النسبة المئوية للأنواع التقليدية مثل الكتب الدينية إلى العشر بحلول عام 1790، كما حدثت زيادة في انتشار التقاويم.
 وربما زادت نسبة الأدب العلمي بالفرنسية قليلاً، إلا أنه في الغالب بقي مستقرًا بشكل كبير على مدار القرن الثامن عشر. ومع ذلك، يبدو أن الأدب المعاصر قد تزايد مع اقتراب القرن من نهايته.
 وبالإضافة إلى ذلك، حدث تغير في اللغات التي تتم طباعة الكتب بها.
فقبل القرن الثامن عشر، كانت نسبة كبيرة من الكتب تنشر باللغة اللاتينية، لكن، ومع مرور الوقت، حدث تدهور في نسبة الكتب المطبوعة بتلك اللغة.
وبنفس الطريقة، ومع انتشار اللغة الفرنسية، تزايد الطلب على الكتب المنشورة باللغة الفرنسية في مختلف أرجاء أوروبا.

## المكاتب العامة
خلال فترة عصر التنوير، حدثت تغييرات في المؤسسات الثقافية العامة، مثل المكاتب والمتاحف. وقد نشأ نظام المكاتب العامة بسبب عصر التنوير. وكانت الدولة تقوم بتأسيس المكتبات العامة، وكان يمكن لأي شخص دخولها بالمجان.
وقبل عصر التنوير، كانت المكتبات في أوروبا مقتصرة على الأكاديميات والملاك الخاصين والأرستقراطيين. ومع بداية ظهور المكتبات العامة، أصبحت مكانًا يمكن أن يدرس فيه العامة الموضوعات التي تهمهم بالإضافة إلى تعليم أنفسهم. وأثناء القرن الثامن عشر، كانت أسعار الكتب مرتفعة للغاية بحيث تتجاوز قدرة الشخص المتوسط، خصوصًا فيما يتعلق بالكتب الشهيرة للغاية مثل الموسوعات. وبالتالي، كانت المكتبات العامة تقوم بإعطاء الفرصة للعوام لقراءة الأدب الذي لم يكن ليتحمل ثمن شراء كتبه إلا علية القوم.

## التبادل الفكري
أثناء القرن الثامن عشر، أصبحت في المقاهي والنوادي والأكاديميات والمحافل الماسونية أماكن بديلة يمكن أن يحصل فيها الناس على التعليم. وفي إنجلترا، أصبحت المقاهي مكانًا عامًا تتم فيه مناقشة الشئون السياسية والفلسفية والعلمية. وقد تم تأسيس أول مقهى في بريطانيا في أوكسفورد في عام 1650، ثم زاد عدد المقاهي بعد ذلك حول أوكسفورد.
وقد كانت المقاهي مكانًا يجتمع فيه الناس، للقراءة والتعلم والتناقش مع بعضهم البعض. ومن بين الأسماء الأخرى التي أطلقت على المقاهي اسم Penny University، حيث حازت المقاهي على سمعة بأنها مراكز للتعليم غير الرسمي.
 ورغم أن المقاهي كانت متاحة للجميع بصفة عامة، إلا أن معظم المقاهي كانت لا تسمح للنساء بالمشاركة.
وقد مثلت النوادي والأكاديميات والنزل مراكز للتبادل الفكري وكانت تقوم بدور مؤسسات فعلية للتعليم، رغم أنها لم تكن مفتوحة بشكل كامل للعامة.

## صعود الحركة النسائية في التعليم
زاد مستوى القدرة على القراءة والكتابة بشكل إجمالي بين العامة من الرجال والنساء خلال القرن الثامن عشر. ومع ذلك، كان هناك اختلاف في نوع التعليم الذي كان يتلقاه كل نوع. فخلال القرن السابع عشر، كان هناك عدد من المدارس المخصصة للفتيات، إلا أن العرف الثقافي الذي كان سائدًا خلال تلك الحقبة للنساء كان، بشكل أساسي، التعليم غير الرسمي في المنزل. وخلال القرن الثامن عشر، حدثت زيادة في عدد الفتيات اللاتي تلتحقن بالمدارس من أجل التعليم، خصوصًا الفتيات من الأسر من الطبقة المتوسطة الذين كانوا يرغبون في إعطاء الفرصة لبناتهم للحصول على التعليم الأرستقراطي.
وفي فرنسا، كانت مدرسة Saint-Cyr واحدة من أشهر مدارس الفتيات، وقد أسستها مدام دي مينتينون (Madame de Maintenon). ورغم أن مدرسة Saint-Cyr كانت تهدف إلى تعليم النساء، إلا أنها لم تجرؤ على مواجهة النظرة التقليدية للمرأة. وبالتالي، فإن حقيقة تواجد مدارس للنساء لم تؤد إلى إحداث تغيير اجتماعي لأن تلك المدارس ذاتها لم تواجه المثل الاجتماعية. وقد كان يتم استثناء النساء من بعض فئات التعليم، مثل العلوم والسياسة. فخلال حديث دو إيبيناي (d’Épinay) عن ذكريات تعليمها أثناء فترة الطفولة، أوضحت أنه لم يكن يتم تعليم الفتيات أي قدر كبير من أي مواد، وأن التعليم الصحيح كان ينظر إليه على أنه غير مناسب للنساء. والمشكلة الرئيسية في تعليم الفتيات كانت تتعلق بالنظرة التقليدية لضعف المرأة بسبب الطبيعة، وبالتالي ظهر جوم لوك ودو إيبيناي اللذان كانا يقولان إن ضعف المرأة كان بسبب التعليم الخاطئ.

خلال فترة عصر التنوير والثورة الفرنسية، زاد عدد المنشورات التي كانت تصدر عن كاتبات من النساء. وقد استمر عدد النساء اللواتي قمن بنشر أعمالهن باللغة الفرنسية خلال القرن الثامن عشر ثابتًا عند حوالي 55-78 عملاً منشورًا.

كذلك، خلال السنوات التي تبعت الثورة الفرنسية من 1789 حتى 1800، تزايدت تلك الأعداد لتصل إلى 329 عملاً منشورًا.
والسبب المحتمل لهذه الزيادة في تلك المنشورات غالبًا ما يرجع إلى ضعف القيود التي كانت مفروضة على المنشورات خلال تلك الفترة. ومع ذلك، فإن الزيادة في عدد المنشورات يقترح أنه كانت هناك زيادة في مستوى تعليم النساء، مما سمح للمزيد من النساء بأن تصبحن كاتبات.